# Austrocylichna
Austrocylichna is een geslacht van weekdieren uit de klasse van de Gastropoda (slakken).

## Soort
- Austrocylichna exigua (A. Adams, 1850)